# Anolyn Lulu
Anolyn Lulu (sinh ngày 3 tháng 1 năm 1979 tại Maewo, Vanuatu) là 1 vận động viên bóng bàn người Vanuatu và cũng là người cần cờ cho đoàn thể thao nước mình tại Olympic 2012.

## Liên kết khác
- Profile